# Dingaan Thobela
Dingaan Bongane Thobela (født 24. september 1966 i Soweto, Sydafrika, død 29. april 2024 i Johannesburg, Sydafrika) var en professionel bokser i Super-mellemvægt (168 lb) divisionen.

## Professionel karriere
Efter udarbejdelsen af en Amatør Record på 80-3 blev Thobela kendt som "The Rose Soweto" og blev professionel i 1986 og vandt WBO Letvægt-titelen i 1990 efter at slå Mauricio Aceves. Efter at have forsvaret bæltet tre gange beholdt han titlen, og derefter udfordrede han WBA Letvægt-titelindehaveren Tony Lopez i 1993, men tabte en omdiskuteret afgørelse. Senere samme år tog han en revanchekamp mod Lopez og vandt titlen. Han mistede titlen i sin første forsvarskamp mod Orzubek Nazarov og tabte en omkamp til Nazarov i 1994. Han standsede WBF junior Welterweight-mesteren Kenny Vice i en ikke-titel-kamp kort efter dette.
Thobela flyttede senere betydeligt op i vægtklassen, og i 2000 udfordrede han WBC Supermellemvægt-titel-indehaveren Glenn Catley og vandt bæltet via en knockout i 12. runde i sin kun anden kamp i den højere vægtgrænse. Han mistede igen titlen i sin første forsvarskamp til Dave Hilton Jr. via en omdiskuteret afgørelse. Tabet til Hilton var begyndelsen på enden for Thobela, der mistede sine næste fem kampe, herunder en kamp tabt på teknisk knockout mod Eric Lucas for WBC Supermellemvægt-titlen i 2001 samt senere mod mestrene Mikkel Kessler og Lucian Bute.